# Aud Lise Norheim
Aud Lise Norheim, född 11 februari 1956, är en norsk diplomat.
Norheim har tjänstgjort vid utrikestjänsten sedan 1985. Hon har innehaft ambassadörsposter i Dhaka (2003–2006), Beirut (2008–2010) och Teheran (2014–2017). Sedan 2019 är hon Norges ambassadör till Reykjavik.
Från 1978 till 1979 var hon politisk vice ordförande i Unge Venstre. På 1980-talet var hon verksam som journalist vid veckotidningen Vår Framtid.
År 2004 utnämndes hon till riddare av första klassen av Norska förtjänstorden och 2009 till kommendör av densamma.